# Salentia asiatica
Salentia asiatica är en tvåvingeart som beskrevs av Zaitzev 1977. Salentia asiatica ingår i släktet Salentia och familjen stilettflugor. Inga underarter finns listade i Catalogue of Life.